# Submersível

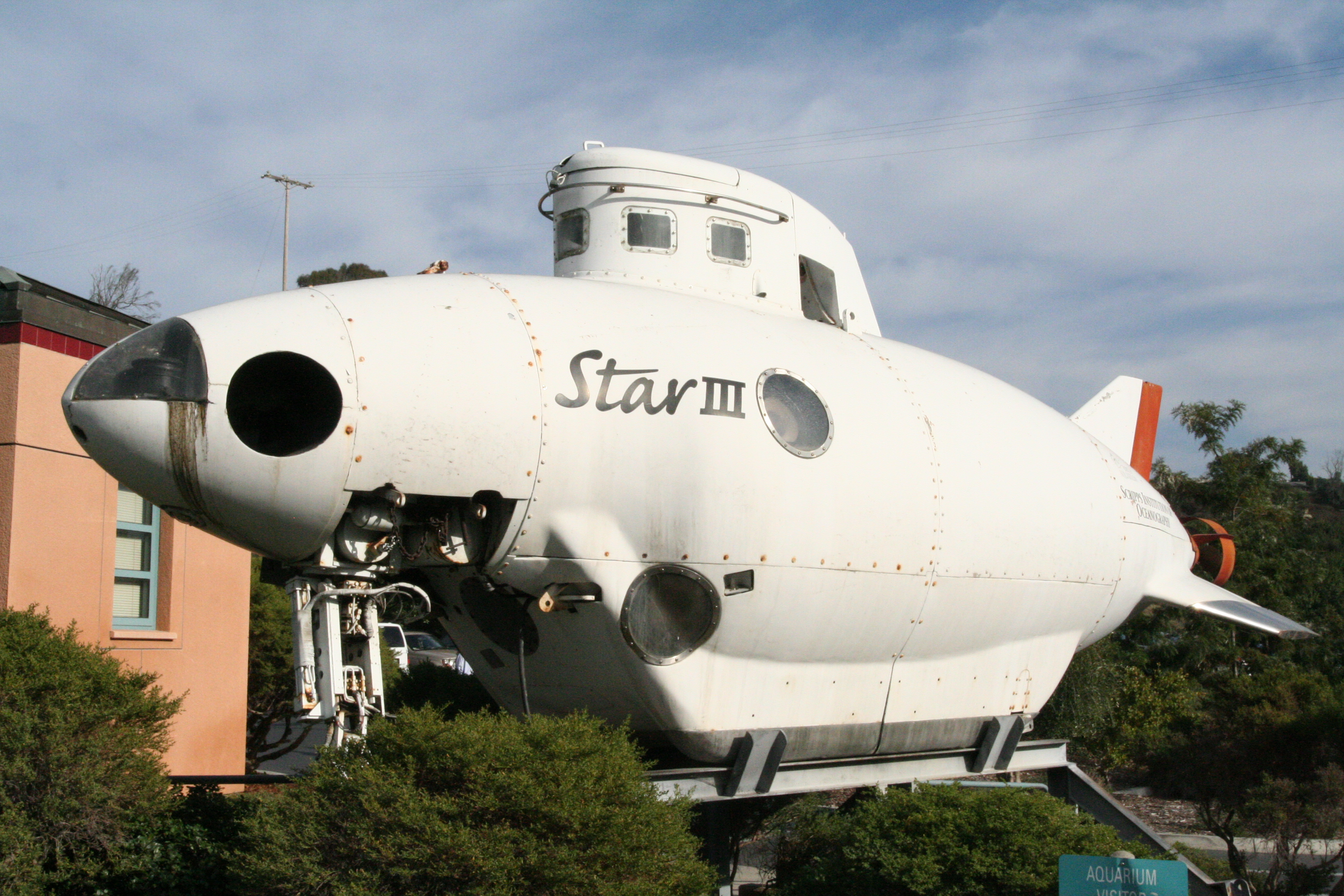
Submersível moderno aposentado Star III do Scripps Institution of Oceanography.

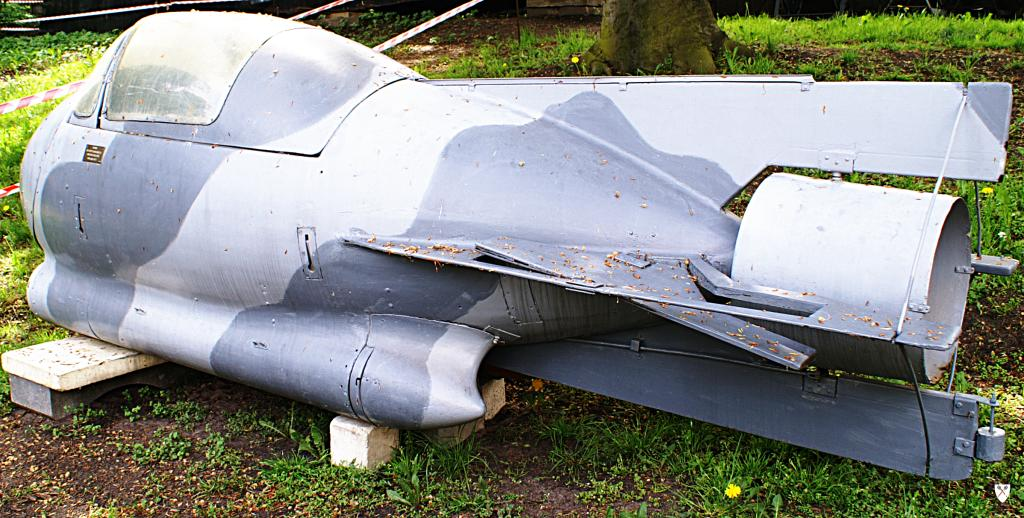
Błotniak

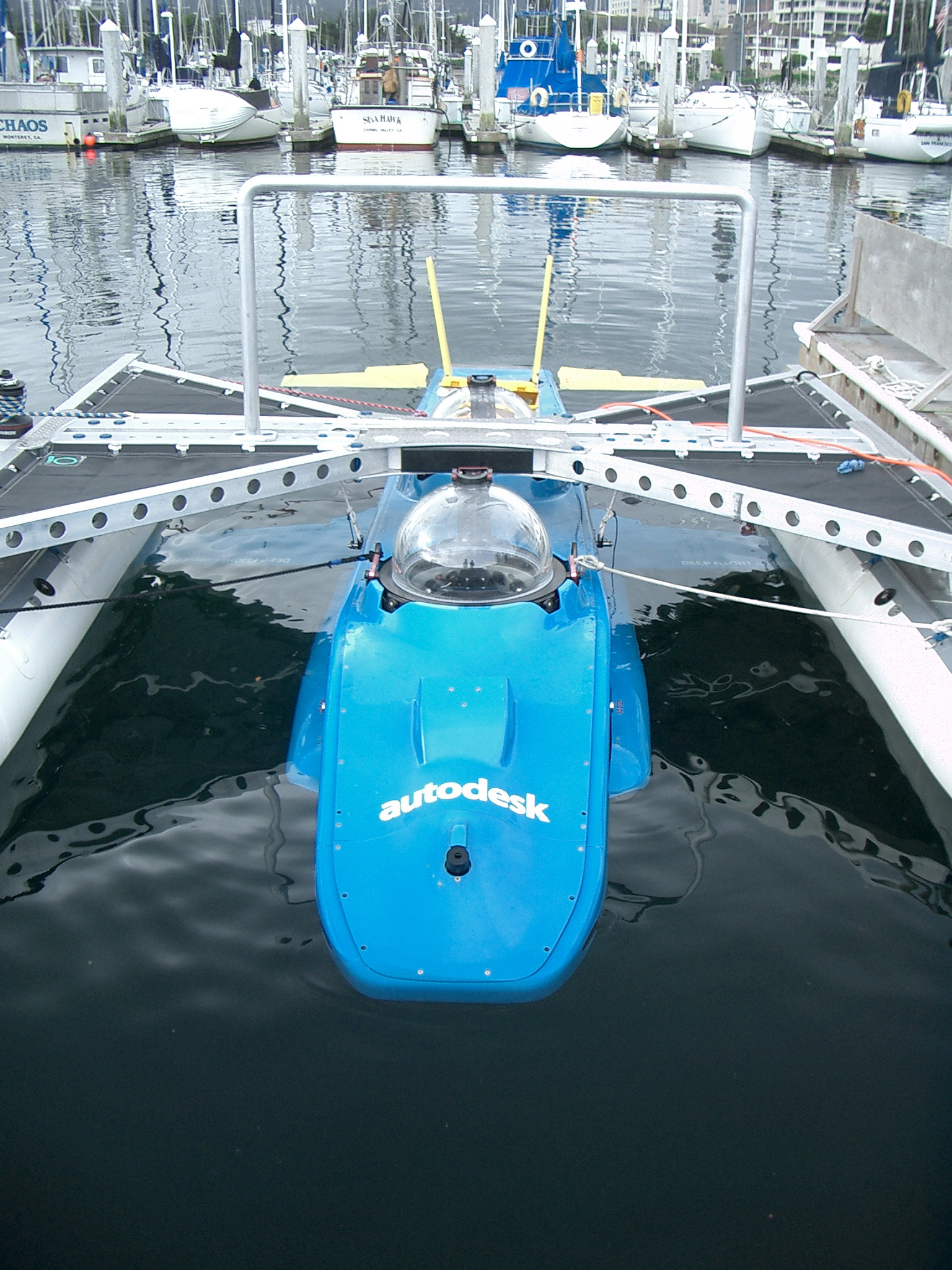
Submergulho experimental do DeepFlight Aviator na Baía de Monterey. Num redesenho radical do submarino, ele "voa" debaixo d'água como um avião em vez de usar lastro como um dirigível. O designer, Graham Hawkes, pensa que uma variação deste projeto poderia alcançar a parte inferior da trincheira mais profunda do oceano.

Um submersível é um veículo pequeno projetado para operar debaixo d'água. O termo submersível é frequentemente usado para se diferenciar de outros veículos subaquáticos conhecidos como submarinos, isso porque o submarino é uma embarcação totalmente autônoma, capaz de renovar sua própria energia e respirar ar, enquanto que um submersível é normalmente abastecido por um navio, por uma plataforma, por uma equipe de terra ou, às vezes, por um submarino maior. De uso comum pelo público em geral, no entanto, a palavra submarino pode ser usada para descrever uma embarcação que é, pela definição técnica, na verdade, um submersível. Existem muitos tipos de submersíveis, incluindo embarcações tripuladas e não tripuladas, também conhecidas como veículos remotamente operados, ou ROVs. Submersíveis têm muitos usos em todo o mundo, tais como em oceanografia, em arqueologia subaquática, exploração oceânica, aventura, manutenção e recuperação de equipamentos e videografia subaquática.

## ROVs
Pequenos submersíveis não tripulados chamados de "veículos submarinos operados remotamente" ou ROVs são amplamente utilizados hoje para trabalhar em águas muito profundas ou muito perigosas para os mergulhadores.
Os veículos operados remotamente reparam plataformas de petróleo e conectam cabos a navios afundados para içá-los. Tais veículos são conectados por um cabo (um cabo grosso que fornece energia e comunicações) a um centro de controle num navio. Os operadores no navio têm acesso a imagens de vídeo enviadas pelo robô e podem controlar seus propulsores e seu braço mecânico. O naufrágio do Titanic foi explorado por tal veículo, bem como por um navio tripulado.